# 34153 Deeannguo
34153 Deeannguo è un asteroide della fascia principale. Scoperto nel 2000, presenta un'orbita caratterizzata da un semiasse maggiore pari a 3,1734253 au e da un'eccentricità di 0,1953537, inclinata di 2,33619° rispetto all'eclittica.